# Ахмед Бенбітур
Ахмед Бенбітур (араб. أحمد بن بيتور) (нар. 20 червня 1946) — алжирський політичний діяч.

## Біографія
Бенбітур здобув економічну освіту у Монреальському університеті у 1984 році. Нині він живе у Лондоні.
Упродовж своєї політичної кар'єри він займав посади міністра фінансів (1996); прем'єр-міністра країни (грудень 1999 — серпень 2000).

## Праці
- L' Algérie au troisième millénaire, Editions Marinoor (Algérie), 1998